# Круглянка (Харьковская область)
Круглянка (укр. Круглянка) — село, 
Знаменский сельский совет,
Нововодолажский район,
Харьковская область, Украина.
Код КОАТУУ — 6324280503. Население по переписи 2001 года составляет 199 (94/105 м/ж) человек.

## Географическое положение
Село Круглянка находится на правом берегу реки Мжа в месте впадения в неё реки Иваны,
выше по течению на расстоянии в 3,5 км расположено село Пески (Валковский район),
ниже по течению примыкает село Федоровка,
на противоположном берегу — сёла Бродок и Федоровка.
Рядом проходит автомобильная дорога Т-1901.

## История
- ? — дата основания.
- В 1940 году, перед ВОВ, в селе Круглянка, располагавшемся на левом берегу реки Иваны, были 123 двора.[1]